# Cathédrale de la Trinité de Novomoskovsk
La cathédrale de la Trinité de Novomoskovsk (ukrainien : Троїцький собор (Новомосковськ)) est classée comme monument national ukrainien et est la cathédrale de l'éparchie de Dniepropetrovsk , elle est située à Novomoskovsk en Ukraine.
C'est une église en bois construite en 1778 par Yakim Prohebniak sur la volonté du cosaque Antin Holovaty. Entièrement en bois, elle est symétrique. Le cocher date de la rénovation de 1880.
C'est cette cathédrale qui est cité par Oles Hontchar dans son œuvre la cathédrale.

## En images

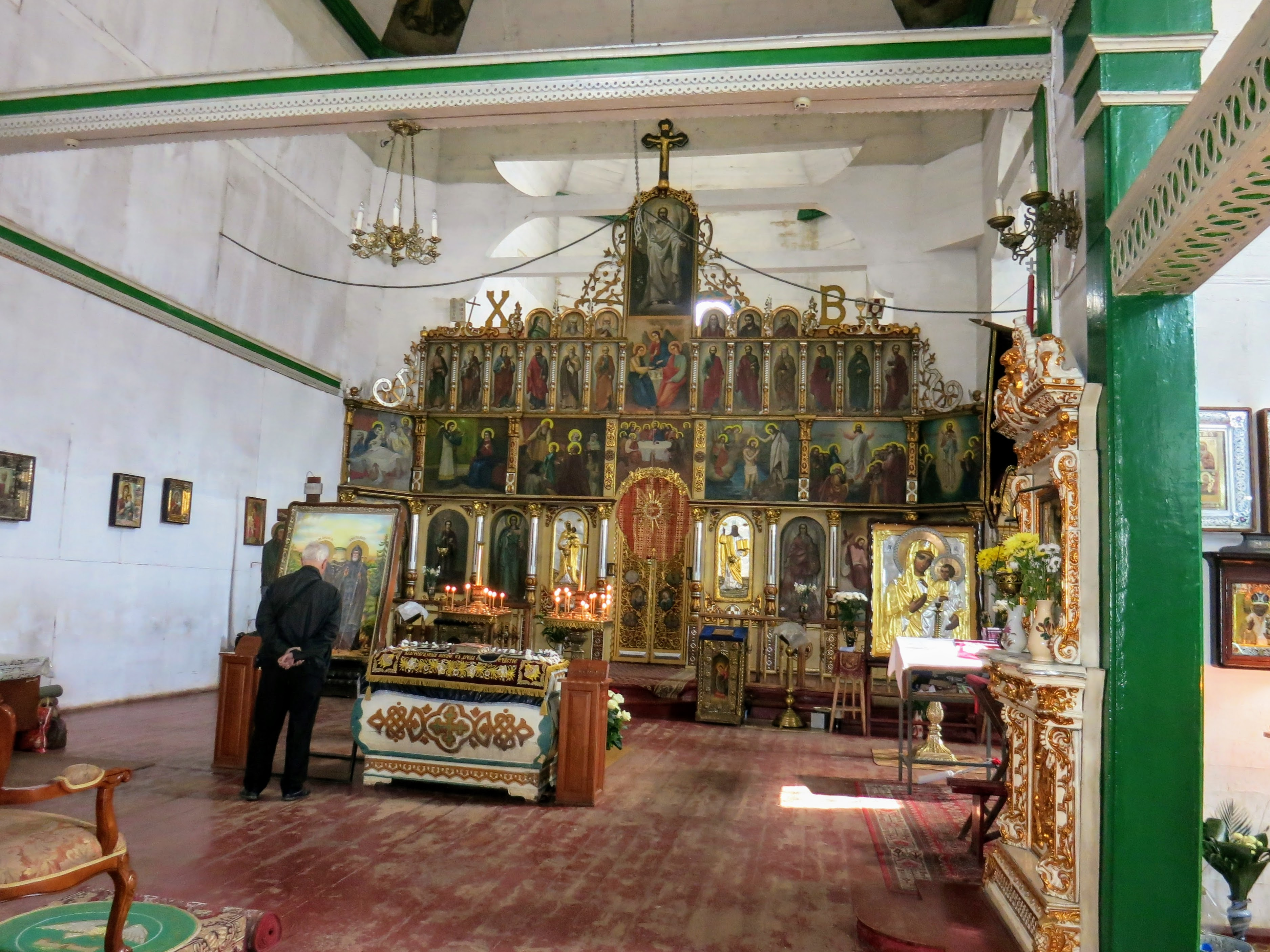
Son iconostase.
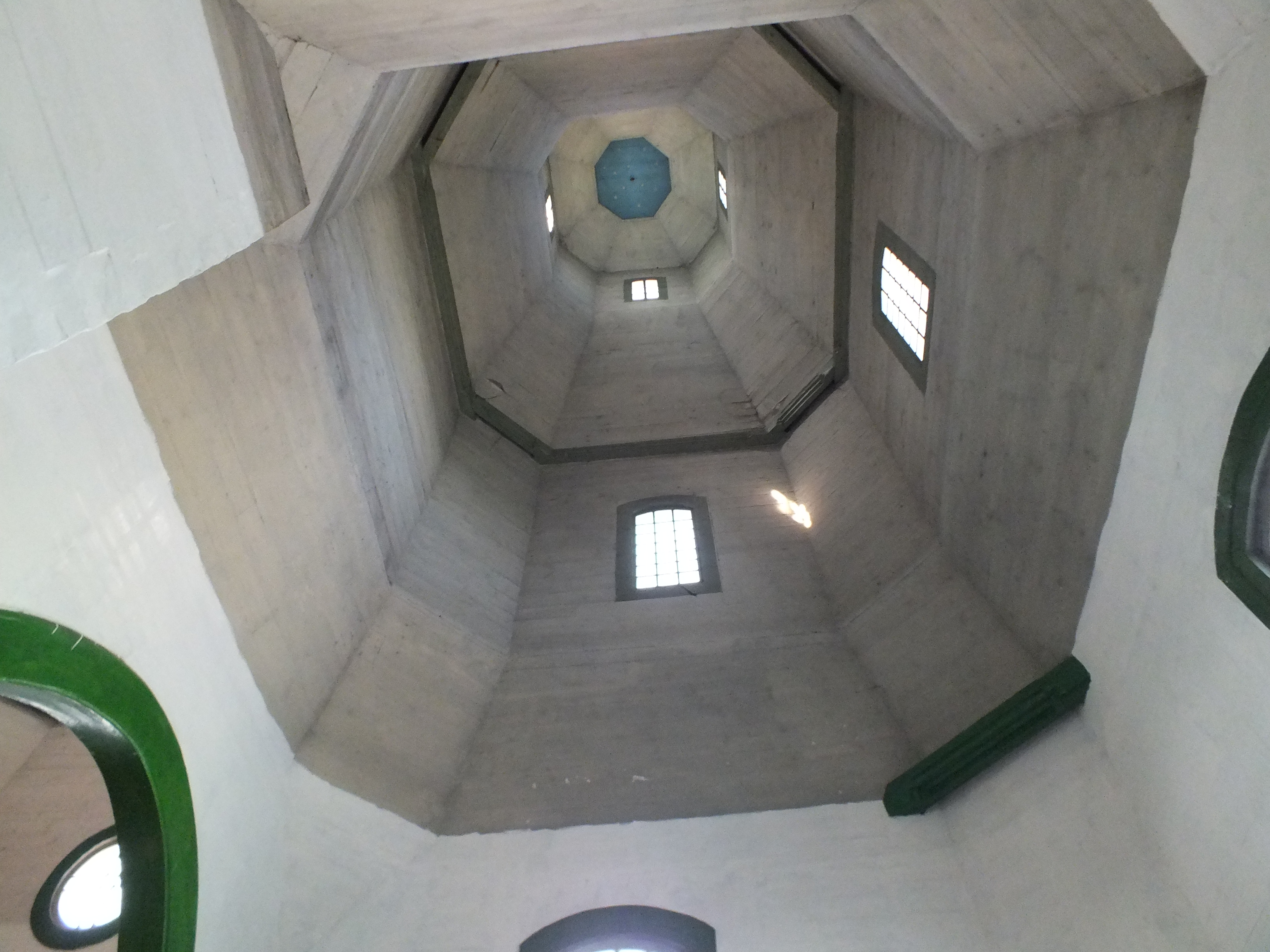
intérieur d'une tour.
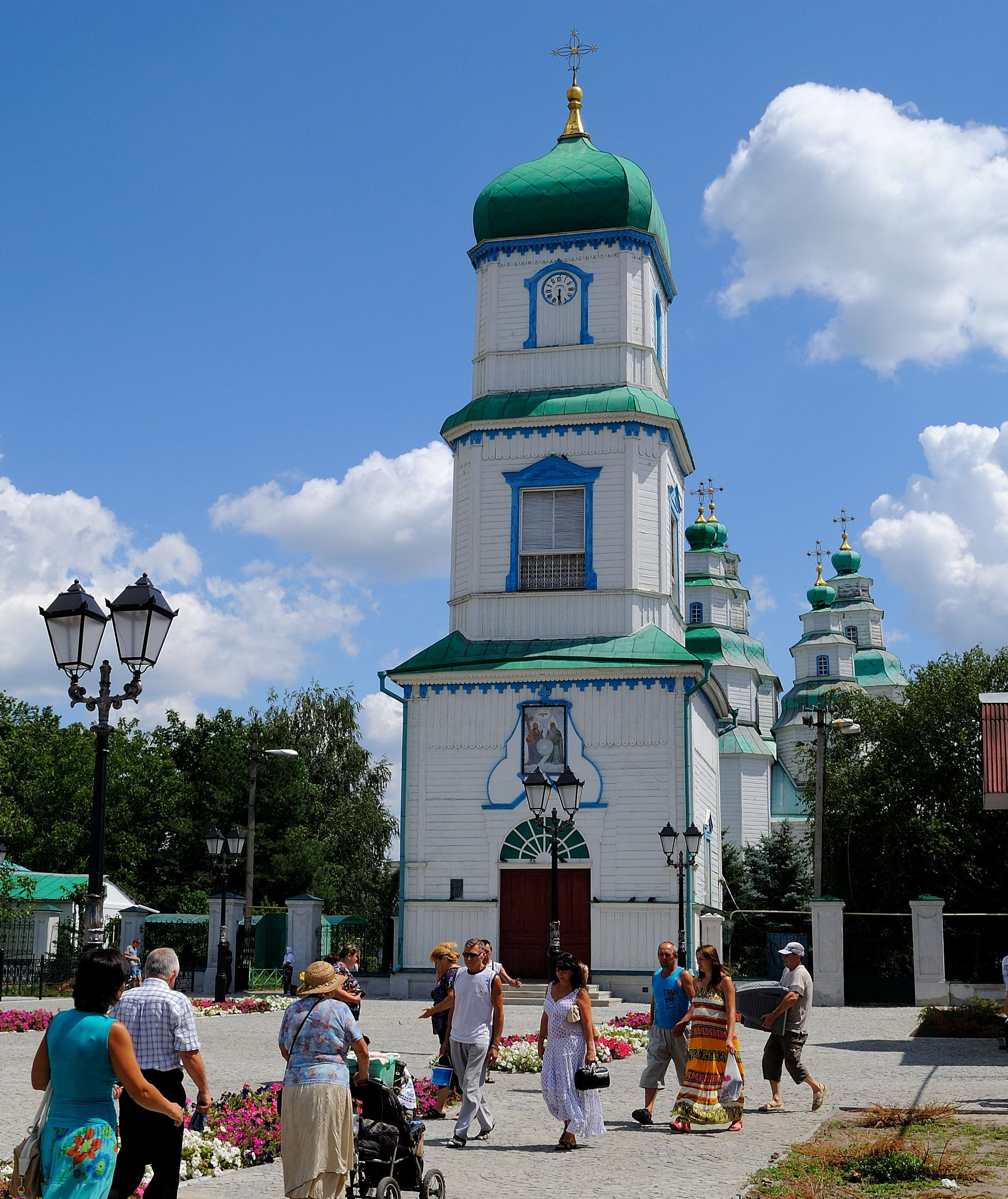
son clocher calss[2].
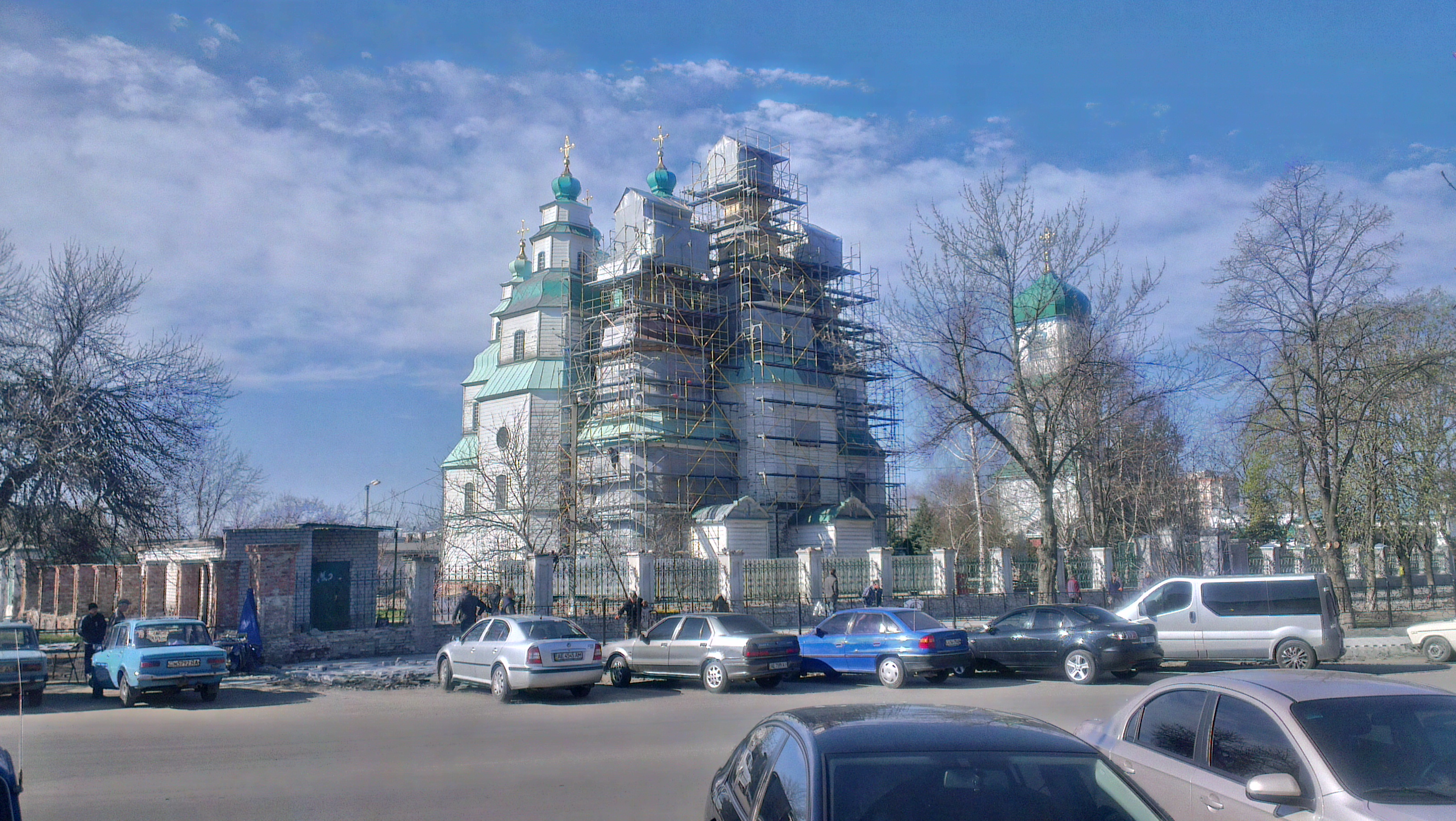
Sur la place.
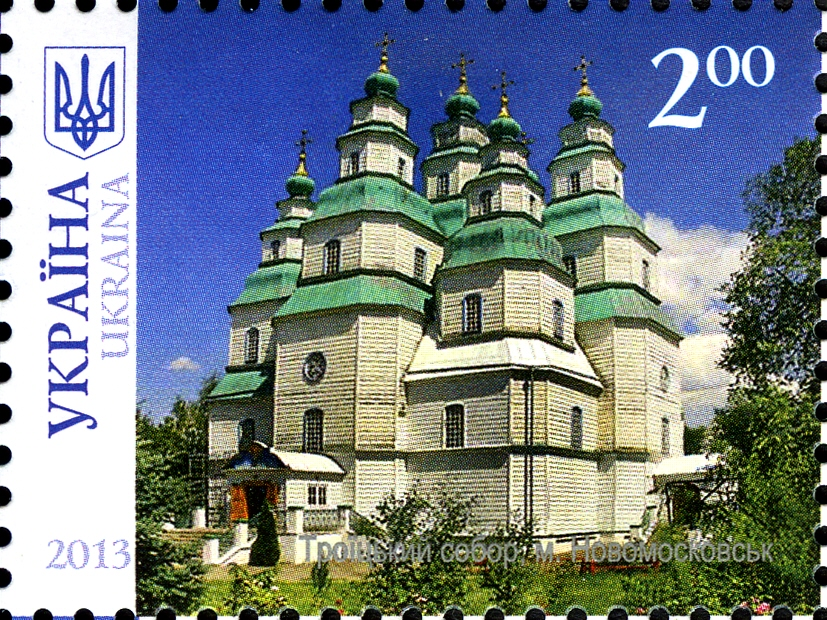
Sur un timbre de 2013.